# Želeč, Tábor
Želeč là một làng thuộc huyện Tábor, vùng Jihočeský, Cộng hòa Séc.